# مالی تروستنتس

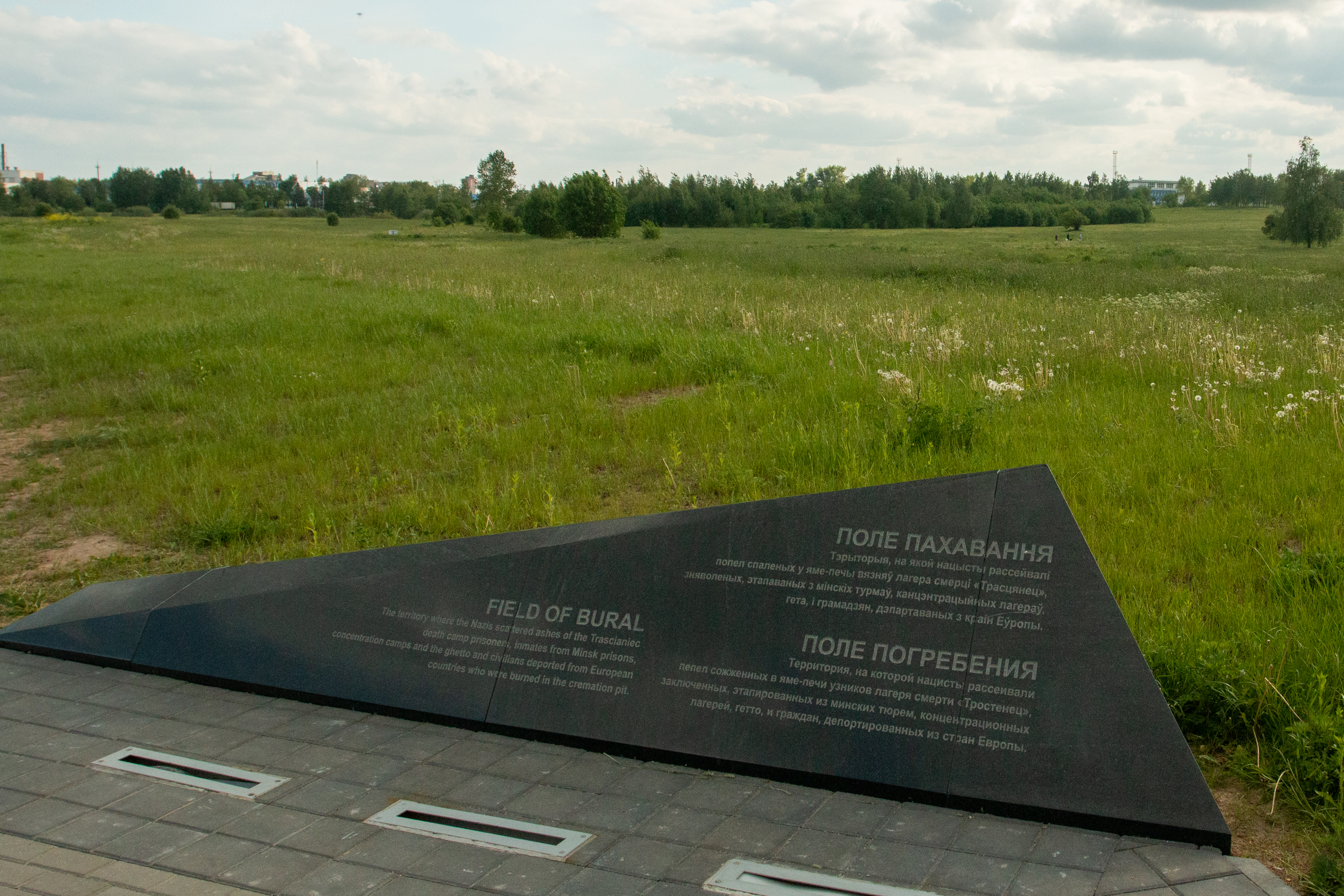
بنای یادبودی در کنار دشتی که در آن خاکستر زندانیان به قتل رسیده و به آتش کشیده شده پخش شده‌است.

مالی تروستنتس (به روسی: Малы Трасцянец؛ به معنای «تروستنتس کوچک») روستایی در نزدیکی مینسک در بلاروس است. در دوران اشغال این منطقه توسط آلمان نازی در جریان جنگ جهانی دوم و هنگامی که این منطقه با عنوان eichskommissariat Ostland شناخته می‌شد، این روستا مکانی برای یکی از اردوگاه‌های پاکسازی رژیم نازی شد. میان مه ۱۹۴۲ تا ژوئن ۱۹۴۴، ۴۰٬۰۰۰ تا ۶۰٬۰۰۰ زندانی اغلب یهودی در این اردوگاه کشته شدند.

## تاریخچه
اردوگاه مالی تروستنتس در نوامبر ۱۹۴۱ بر روی مزرعه ای اشتراکی به وسعت ۲۰۰ هکتار با عنوان «کارل مارکس» ساخته شد تا نه تنها به تدارک غذایی نیروهای ورماخت کمک کند، بلکه مکانی برای کار اجباری نیروهای نظامی اسیر شدهٔ شوروی در جریان عملیات بارباروسا باشد. چندین کارگاه از جمله کارگاه‌های نجاری، کارخانه اره، و کارگاه مکانیکی در اطراف اردوگاه ساخته شدند. در نوامبر ۱۹۴۱ و در هنگامی که در جریان هولوکاست، آلمانی‌ها به سرعت در پی ساخت اردوگاه‌های پاکسازی یهودیان بودند، مالی تروستنتس نیز با تغییر کاربری به اردوگاه مرگ تبدیل شد؛ با این حال نخستین زندانیان یهودی که برای پاکسازی به این اردوگاه آورده شده بودند در مه ۱۹۴۲ وارد آنجا شدند.
این اردوگاه نقش مهمی در جدال آلمانی‌ها با پارتیزان‌های بلاروسی در نزدیکی مینسسک داشت. روستای مالی تروستنتس به روستایی محافظت‌شده (به آلمانی: Wehrdorf) تبدیل شد که در آن کشاورزان وفادار به نازی‌ها جای روستاییان قدیمی را گرفتند. کریستیان گرلاش و پترا رنتروپ تخمین می‌زنند که ۳۰۰۰ شبه‌نظامی بلاروسی در این اردوگاه کشته شده باشند.
پلیس امنیت و سرویس انتظامی مینسک مسئول برپایی اردوگاه شده بودند. در گتوی مینسک در ژوئیه ۱۹۴۱، نزدیک به ۸۰٬۰۰۰ تن گرد هم آورده شده بودند. این گتو پس از گتو لووف – تحت کنترل دولت عمومی لهستان – دومین گتوی مهم در اروپا بود. فرمانده پلیس امنیت (Sicherheitspolizei) مینسک و اردوگاه مالی تروستنتس ادوارد اشتراوخ بود که دستورهای خود را از راینهارد هایدریش می‌گرفت.
در ۶ مه ۱۹۴۲، نخستین کاروان زندانیان از وین به اردوگاه می سد. در ماه اوت همان سال، مسیرهای ریلی و یک ایستگاه کوچک قطار اجازه فرستاده شدن مستقیم قربانیان به اردوگاه را فراهم کردند. زوندرکوماندوها که زندانیان نظامی شوروی بودند به همراه گروهی از زندانیان یهودی مسئول بررسی اجساد اعدامیان برای یافتن اشیای گرانبها، همچنین انداختن اجساد در گودال‌ها و سپس سوزاندن آن‌ها بودند. اغلب خود این زاندرکوماندوها اعدام شده و جایشان را به زندانیان جدیدتر می‌سپردند.
از مالی تروستنتس به ویژه برای پاکسازی جمعیت‌های یهودی مینسک و اطراف آن بهره گرفته می‌شد. میان مه ۱۹۴۲ تا ژوئن ۱۹۴۴، از این اردوگاه برای کشتار یهودیان گتوی مینسک و نیز یهودیان آلمانی، اتریشی، و چک بهره گرفته می‌شد. قربانیان اغلب به جنگل‌های اطراف اردوگاه برده و توسط شلیک مستقیم کشته می‌شدند. نقش وانت‌های گاز در کشتارها اما کمتر از شلیک مستقیم بود.
به جز یهودیان، تعدادی از غیرنظامیان بلاروسی و اسیران جنگی شوروی نیز در مالی تروستنتس کشته شدند. اما بر خلاف تبعیدها از اروپای غربی، هیچ مدرک اداری از این تبعیدها در دست نیست و از این روی تخمین‌های مربوط به قربانیان این اردوگاه تفاوت‌های بسیار با یکدیگر دارند. بعضی منابع، از جمله هیئت دولتی فوق‌العاده شوروی، رقم کشته‌شدگان را ۲۰۶٬۵۰۰ تن ذکر کرده‌اند. همچنین این را باید در نظر گرفت که در جریان دستور ویژه ۱۰۰۵ میان اواخر اکتبر و نیمه دسامبر ۱۹۴۳، نیروهای نازی اقدام به بیرون آوردن اجساد از خاک و سوزاندن آن‌ها کردند؛ این باعث شد که تخمین دقیق تعداد کشته‌شدگان مشکل شود. میزان واقعی به احتمال زیاد میان ۴۰٬۰۰۰ تا ۶۰٬۰۰۰ قربانی بوده‌است.